# Župelevec
Župelevec este o localitate din comuna Brežice, Slovenia, cu o populație de 185 de locuitori.